# Klášter Souvigny
Klášter Souvigny (francouzsky Prieuré de Souvigny) je klášter v obci Souvigny ve francouzském departementu Allier v srdci bývalé provincie Bourbonnais. Ve středověku byl klášter jedním z pěti nejstarších dceřiných klášterů kláštera v Cluny a významným poutním místem.

## Historie
K založení došlo mezi lety 915-920, kdy Aymer Bourbonský věnoval klášteru v Cluny pozemek, na kterém se začalo stavět převorství. Po úmrtí dvou významných opatů Maiola a jeho nástupce svatého Odila, kteří byli v klášterním kostele pohřbeni, se klášter stal významným poutním místem. Jejich gotické náhrobní desky se sochami se dochovaly.

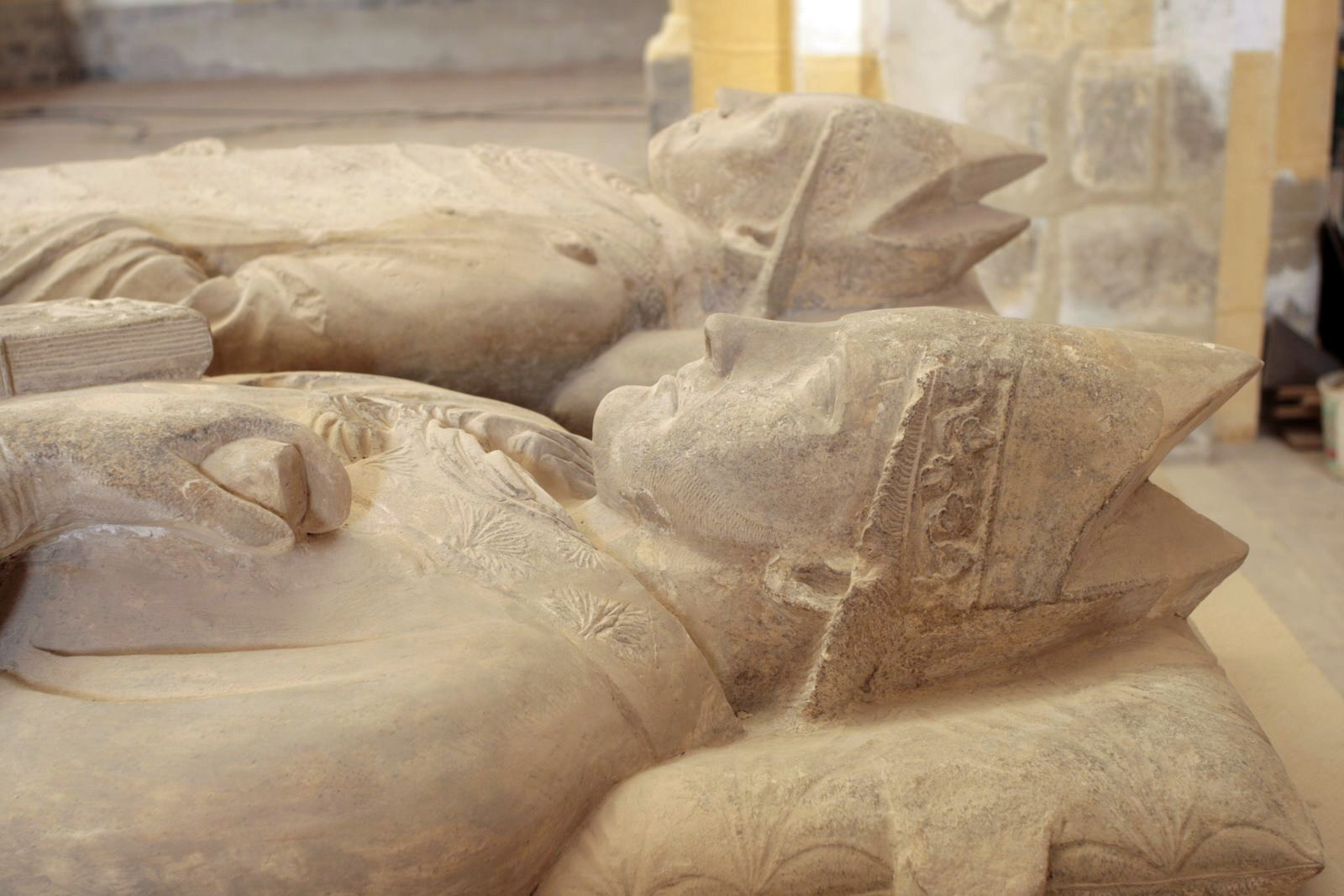
Náhrobní sochy opatů Maiola a Odila

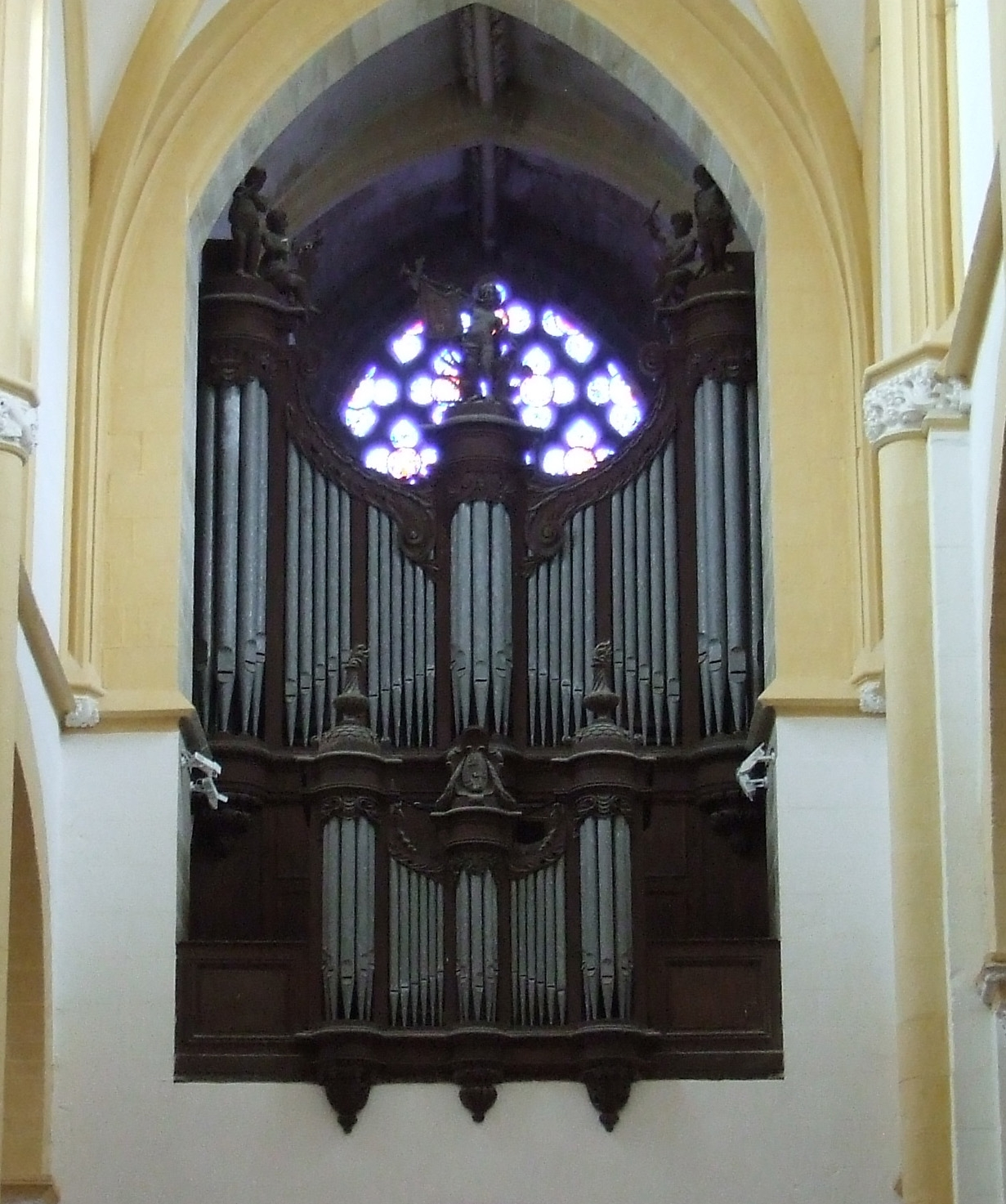
Varhany sestavil François-Henri Clicquot r.1783

Hrob svatého Maiola se stal cílem poutníků jak urozených, jako byl již francouzský král Hugo Kapet, tak mnoha nešťastníků postižených tzv. ohněm sv. Antonína.. Kostel zasvěcený svatým apoštolům Petrovi a Pavlovi je dlouhý 84 metrů a široký 16 metrů. Byl vystavěn v románském slohu v letech 1088 - 1114. Musel pojmout větší množství věřících, a proto došlo k jeho rozšíření na pětilodní baziliku se dvěma transepty, chórem a ochozem katedrálního typu podle vzoru klášterního kostela Cluny III. Stavba byla několikrát přestavěna, hlavně regotizována v 15. století. Kostel měl původně tři věže, dochovaly se jen dvě západní bez dvou horních pater.
Klášter i kostel byly zdevastovány během francouzské revoluce po roce 1789. Kostel byl obnoven a navrácen své funkci roku 1852, roku 1919 byl prohlášen za národní historickou památku. Z vnitřního zařízení se dochovalo cenné torzo tzv. Kalendáře ze Souvigny. Je to osmihranný kamenný románský sloup z konce 12. století, zdobený reliéfy s postavami zvěrokruhu mezi ornamenty. Pozoruhodné jsou rovněž varhany, které pocházejí z roku 1783.

## Nekropole

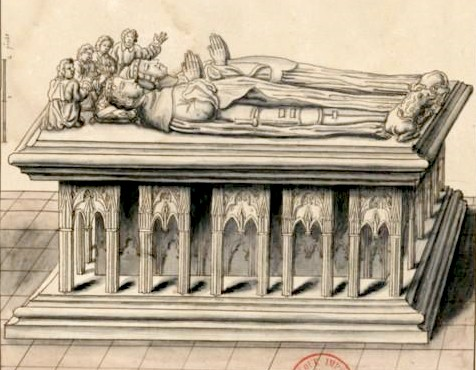
Kresba nedochované tumby Karla I. Bourbonského a Anežky Burgundské

Bourbonští vévodové si zvolili převorství za svou rodinnou nekropoli, hroby byly umístěny v kapli. Mezi pohřbenými jspu Ludvík II. Bourbonský s manželkou Annou, Jan I. Bourbonský, Karel I. Bourbonský s chotí Anežkou, Jan II. Bourbonský, Petr II. Bourbonský s chotí Annou a dcerou Zuzanou a Karel III. Bourbonský. Kamenné náhrobní tumby se sochami byly poničeny za francouzské revoluce, ale dochovaly se. Do kamene je roku 1453 vytesali sochaři Jacques Morel a Pierre Antoine le Moiturier.

## Klášter
Klášter byl přestavěn roku 1432 v renesančním slohu. Dochovala se část konventu s rajským dvorem a zahradou, vstupní křídlo s fortnou a kapitulní síň.

## Galerie

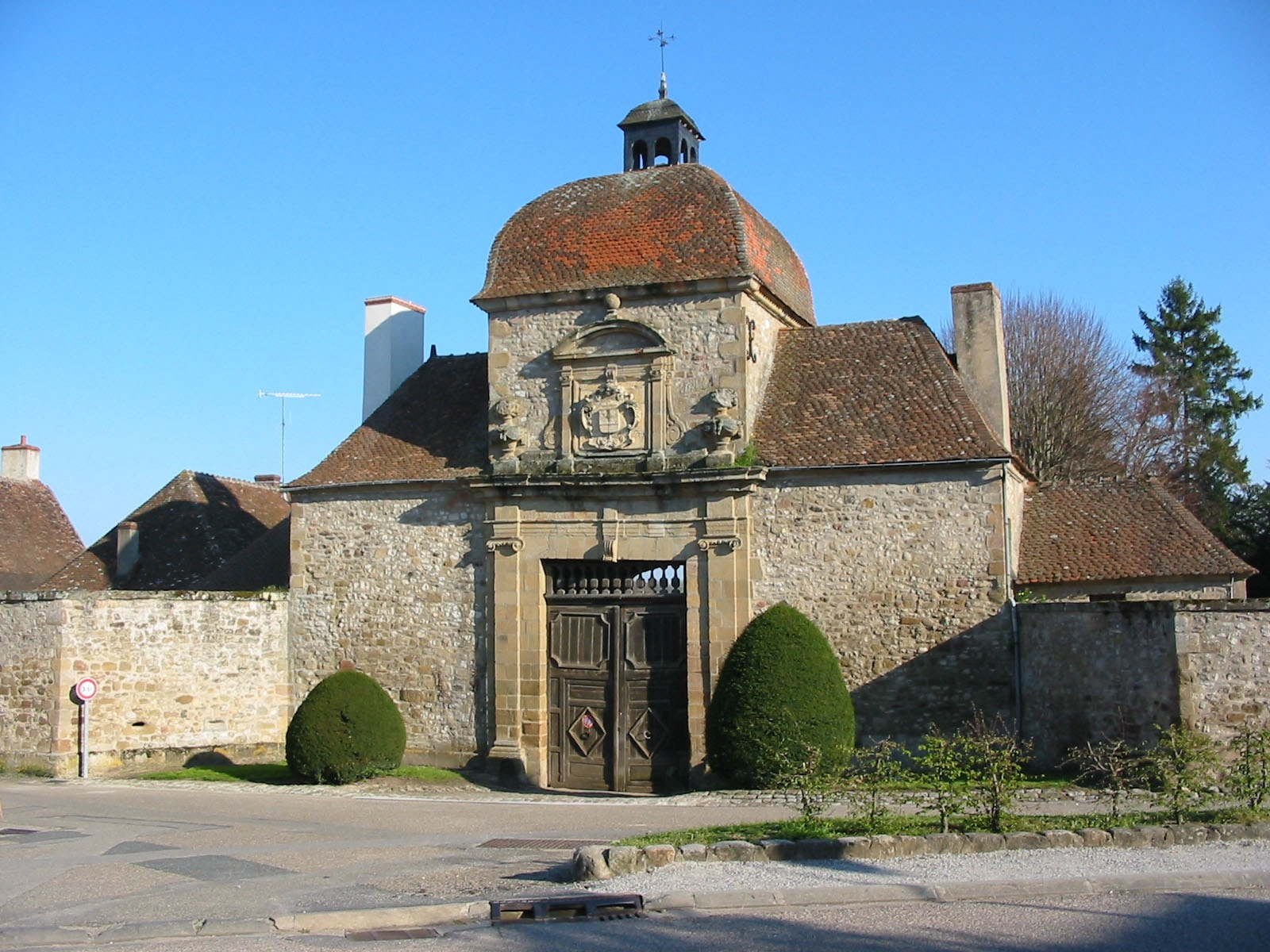
Fortna kláštera
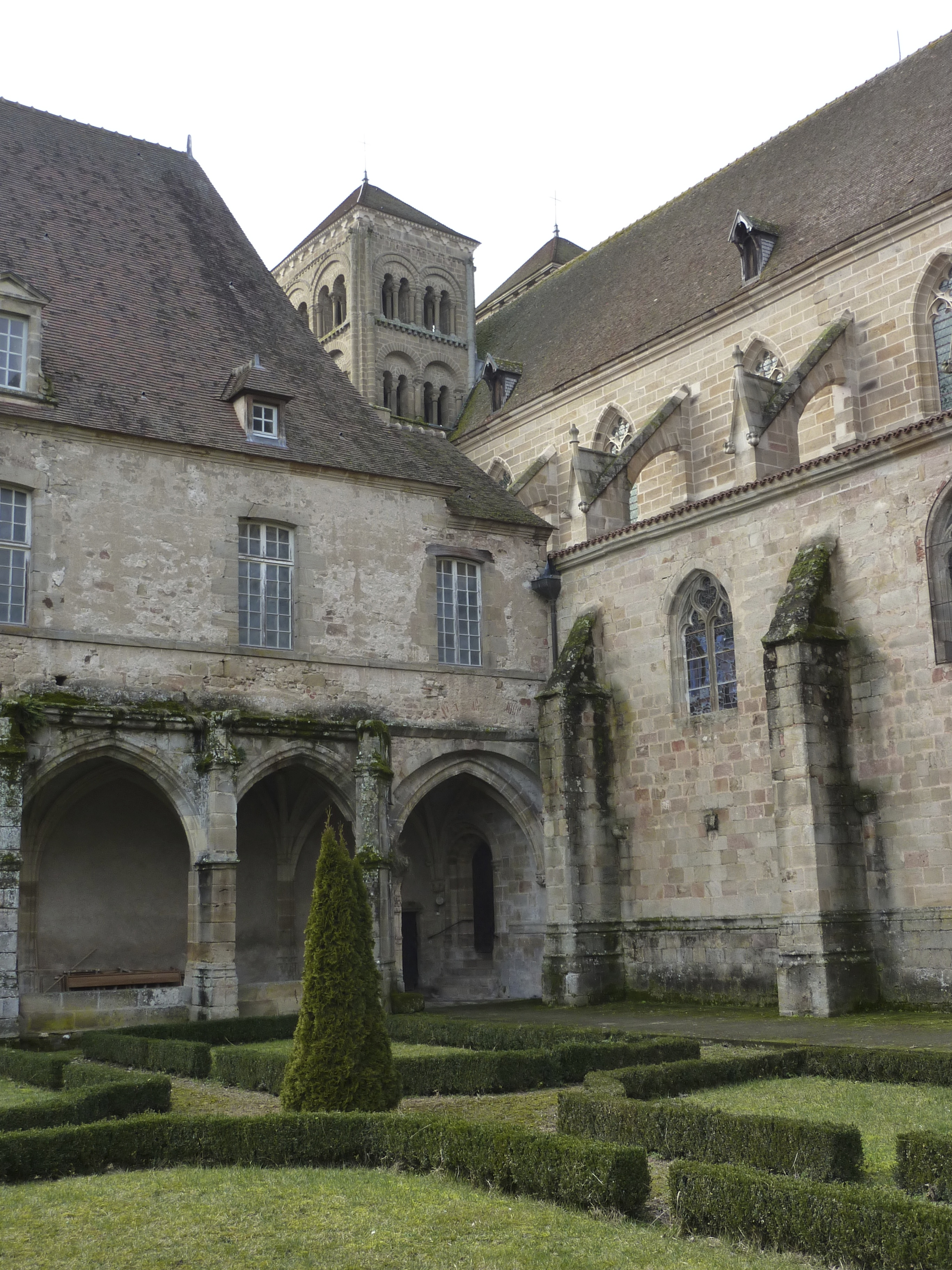
klášter
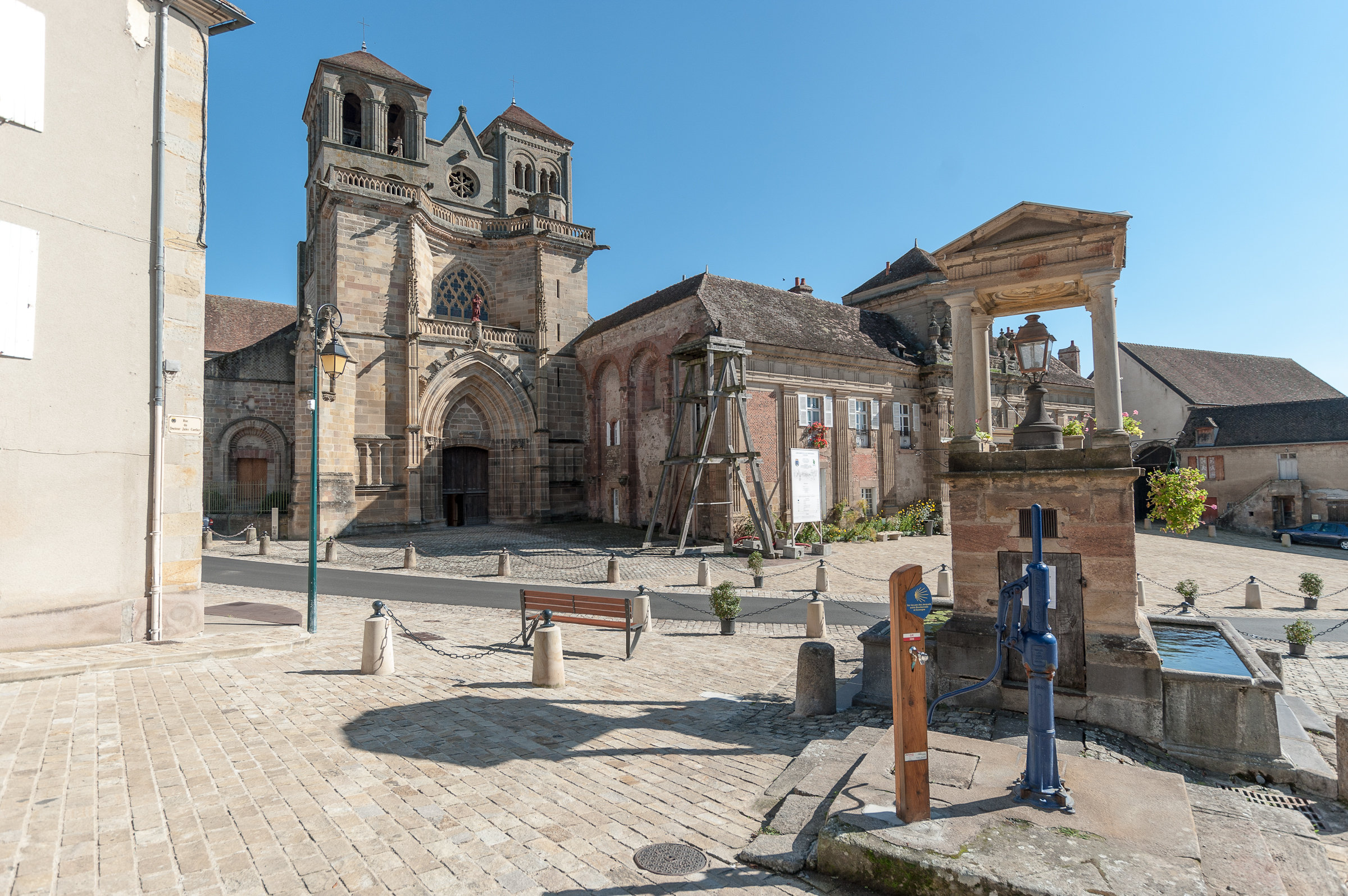
okolí kostela